# Austrothelphusa wasselli
Austrothelphusa wasselli is een krabbensoort uit de familie van de Gecarcinucidae. De wetenschappelijke naam van de soort is voor het eerst geldig gepubliceerd in 1963 door Bishop.